# 149-й мотострілецький полк (РФ)
149-й мотострілецький Червонопрапорний ордена Червоної Зірки Ченстоховський полк є частиною 201-ї військової бази Збройних сил у Росії у Таджикистані.
Умовна назва в/ч 54306.
2016 року полк було передислоковано з військової бази у Кулябі Хатлонської області на полігон Ляур у 25 км південніше Душанбе. На момент переводу чисельність полку перевищувало 1000 військовослужбовців. Площа військової бази була 40 гектарів.

## Структура
- управління,
- 1-й механізований батальйон,
- 2-й механізований батальйон,
- 3-й механізований батальйон,
- танкова рота,
- гаубичний самохідно-артилерійський дивізіон,
- зенітний ракетно-артилерійський дивізіон,
- розвідувальна рота,
- інженерно-саперна рота,
- рота управління (зв'язку),
- рота РХБЗ,
- рота матеріального забезпечення,
- медична рота,
- комендантський взвод.

## Озброєння
На озброєнні полку:
- 9 од. Т-72Б1,
- 120 од. БТР-82А,
- 18 од. 120-мм мінометів 2С12 «Сані»,
- 18 од. 152 мм сг 2С3М «Акація»,
- 4 од. БМ 9А34 (35) «Стріла-10»,
- 4 од. ЗСУ 23-2.